# 10148 Shirase
10148 Shirase è un asteroide della fascia principale. Scoperto nel 1994, presenta un'orbita caratterizzata da un semiasse maggiore pari a 3,2081829 UA e da un'eccentricità di 0,1441868, inclinata di 0,45886° rispetto all'eclittica.